# 何潔泓
何潔泓（英語：Willis Ho；1991年7月15日—），紀錄片工作者，嶺南大學前學生會外務副會長、香港專上學生聯會副秘書長及前土地正義聯盟召集人，曾於香港01擔任記者。2019年，於壹傳媒製作《自由人 以夜為晝》一系列的反送中紀錄片。

## 簡歷
何潔泓有一名孿生胞妹，早年就讀香港浸信會聯會小學、順德聯誼總會李兆基中學和保良局莊啟程預科書院，後來入讀香港大學護理系，後轉至嶺南大學哲學系。
2014年6月反新界東北撥款示威期間，包括何潔泓在內的13名示威者以竹枝及雨傘撬開立法會大樓大門、阻礙關門等被捕。2016年2月19日，她被裁定參與非法集結罪成立，被判120小時社會服務令，後來律政司不滿刑期過輕，向高等法院上訴法庭申請覆核刑期。2017年8月15日，法庭裁定律政司覆核刑期得直，何潔泓被改判入獄13個月。她聞判後忍不住落淚。
何潔泓與眾人均提出上訴至終審法院。2017年11月24日，何潔泓就反新界東北撥款示威案申請保釋，下午獲准保釋後便與家人和男友岑敖暉吃飯。

## 感情
何潔泓前男友是朱凱廸新西團隊成員岑敖暉。二人曾拍拖5年，至2019年5月二人在Facebook一同公佈分手消息，稱「我們分手，但沒有分開……或許不擅長以那種常態的方式走在一起」，配以二人背對鏡頭望海的照片。